# Národní park Bryce Canyon
Národní park Bryce Canyon (anglicky  Bryce Canyon National Park) je jeden z národních parků v Utahu (celkem jich je pět) ve Spojených státech amerických. Leží na jihu Utahu, v oblasti Koloradské plošiny. Park je známý desítkami až stovkami pískovcových skalních věží (nazývaných hoodoo) zabarvených dočervena. Je pojmenovaný po jednom z mormonských osadníků, E. Bryceovi.

## Geografie
Bryceův kaňon leží několik desítek kilometrů severovýchodně od dalšího z utahských národních parků Zion. Bryce Canyon se rozkládá podél okraje plošiny Pausaugunt. Není přímo kaňonem, ale jde spíše o čtrnáct skalnatých amfiteátrů ležících za sebou pod okraji plošiny.

## Vznik
Kaňon vznikl diferencovanou vodní erozí. Nejnižší vrstvy usazenin mají šedou a hnědou barvu a pochází z období křídy. Výše leží sedimenty s bohatým obsahem železa. Přibližně před 13 milióny lety došlo k tektonickým pohybům v zemské kůře. Některé bloky hornin byly vyzdviženy, jiné se naopak propadly. Místa ve zlomech a puklinách byla následně působením vody obroušena a rozšířena. Následnou erozí vznikly skalní pilíře a věže.

## Flora a fauna
V nejnižších polohách parku rostou borovice sladké a jalovce utahské. Velké části oblasti pokrývají borovice těžké. Ve vyšších polohách rostou douglasky tisolisté, topoly osikovité a smrky pichlavé. Na návětrných svazích a v obtížných podmínkách pak rostou borovice osinaté.
Faunu tvoří zejména sysli Richardsonovi, čipmankové paskovaní, jelenci ušatí, rysi červení, zřídkakdy viděné pumy americké a ohrožení psouni prérioví. Z ptáků zde žijí například tyran západní, brhlík americký nebo dlask žlutočelý.